# Tjeckisk igelkott

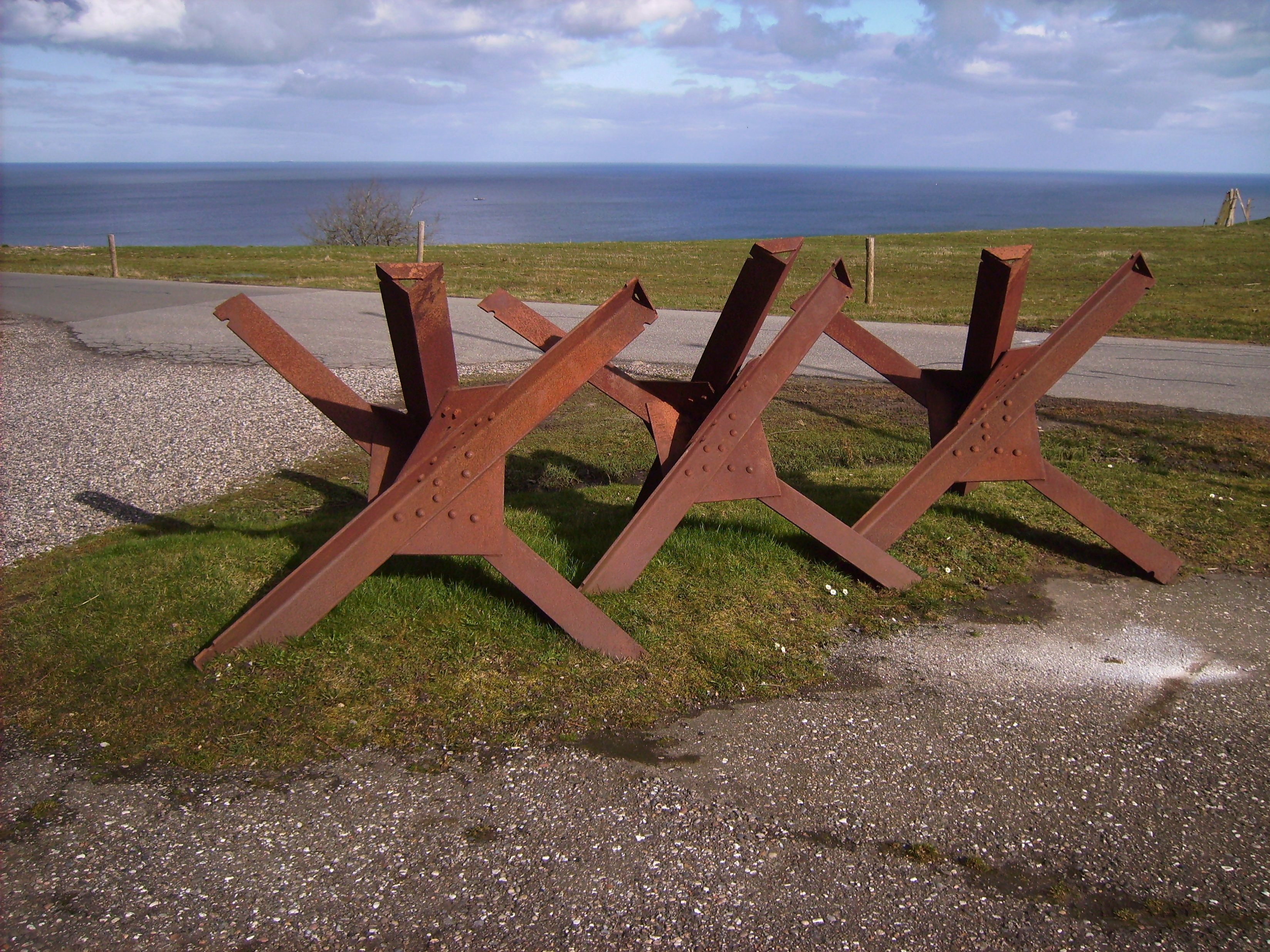
Tjeckiska igelkottar i Frederikshavn, Danmark

Tjeckisk igelkott är en typ av fordonshinder, som består av sammanfogade stålbalkar. Dess främsta användning är för att stoppa militära fordon och stridsvagnar. 